# Andreas Eschbach
Andreas Eschbach (ur. 15 września 1959 w Ulm) – niemiecki pisarz science fiction i wydawca fantastyki. 

## Życiorys
Eschbach studiował technikę lotów samolotowych i kosmicznych w Stuttgarcie. Pracował jako programista komputerowy, zaś w latach 1993–1996 miał firmę konsultingową. Obecnie mieszka w Bretanii.
Jego pierwsza powieść, Gobeliniarze, ukazała się w 1995. W 1996 otrzymał za nią Deutscher Science Fiction Preis – nagrodę literacką Niemieckiego Klubu SF. Jego najpopularniejsza powieścią jest Wideo z Jezusem (1998), za którą otrzymał trzy nagrody literackie. W 2002 powstała telewizyjna ekranizacja powieści. Eschbach pisze również książki młodzieżowe. Jego powieści tłumaczone były na język francuski, włoski, japoński, turecki, rosyjski, czeski, hiszpański, angielski i polski.
W Polsce ukazały się jak dotąd cztery powieści Eschbacha - Gobeliniarze, Wideo z Jezusem, Bilion dolarów oraz Do kropli ostatniej, wszystkie nakładem wydawnictwa Solaris.